# Mostys'ka
Mostys'ka (in ucraino Мостиська?) è una città dell'Ucraina (9 044 abitanti) situata nel distretto di Javoriv, nell'oblast' di Leopoli. Ospita l'amministrazione della comunità territoriale di Mostys'ka, una delle comunità territoriali dell'Ucraina.
Fino al 18 luglio 2020 Mostys'ka apparteneva al distretto di Mostys'ka, abolito come parte della riforma amministrativa dell'Ucraina, che ha ridotto a sette il numero dei distretti dell'oblast' di Leopoli. L'area del distretto di Mostys'ka è stata fusa nel distretto di Javoriv.